# The Artful Dodger (band)
The Artful Dodger was een Britse band die de basis heeft gelegd voor het genre 2step en een inspiratiebron is geweest voor en heeft samengewerkt met Craig David. De band bestond uit producers Mark Hill en Pete Devereux. De naam van de band is ontleend aan een personage in de roman Oliver Twist van de Engelse schrijver Charles Dickens.

## Geschiedenis
The Artful Dodger werd in 1997 opgericht door Mark Hill en Pete Devereux en debuteerde met de track The Revenge Of Popeye (1997). Ze namen enkele singles. In 1998 ontmoetten ze zanger Craig David, waarmee ze enkele tracks opnemen. Een daarvan is Re-Rewind, dat vanaf eind 1999 uitgroeide tot een internationale hit. Het werd gevolgd door de platen Movin' Too Fast met Romina Johnson en Woman Trouble wederom met Craig David. Beide tracks stonden op het album It's All About The Stragglers (2000). 
Zijn bijdragen aan The Artful Dodger betekenden ook de doorbraak voor Craig David. Zijn album Born To Do It (2000) werd ook mede geproduceerd door Mark Hill. Zo waren de hits 7 Days en Fill Me In ook van zijn hand. 
Na 2000 wist The Artful Dodger geen successen meer in Nederland te boeken. In De UK hadden ze nog een handvol hits waarvan een met All Saints-zangeres Melanie Blatt. Daarna zakte de band in de vergetelheid weg. Een poging tot een comeback in 2006 met de plaat Flex was weinig succesvol. Mark Hill bleef als producer betrokken bij Craig David. Hij produceerde ook voor de albums Slicker Than Your Average (2003) en The Story Goes... (2005). Vanaf 2014 bracht hij weer enkele singles uit als Artful.

## Discografie
Bekendste nummers en notering in de Engelse top 40:
- Re-Rewind The Crowd Say Bo Selecta met Craig David (nr. 2 in december 1999);
- Movin' Too Fast met Romina Johnson (nr. 2 in maart 2000);
- Woman Trouble met Robbie Craig and Craig David (nr. 6 in juli 2000);
- Please Don't Turn Me On met Lindon Clifford (nr. 4 in november 2000);
- Think About Me met Michelle Escoffery (nr. 11 in maart 2001);
- TwentyFourSeven met voormalig All Saintslid Melanie Blatt (nr. 6 in september 2001).

### Singles
| Titel | Jaar | Peak chart positions | Peak chart positions | Peak chart positions | Peak chart positions | Peak chart positions | Peak chart positions | Peak chart positions | Peak chart positions | Peak chart positions | Peak chart positions | Certificaties  | Album                                           |
| Titel | Jaar | UK                   | AUS                  | BEL (FL)             | GER                  | IRE                  | NOR                  | NL                   | NZ                   | SCO                  | SWI                  | Certificaties  | Album                                           |
| --- | ---- | -------------------- | -------------------- | -------------------- | -------------------- | -------------------- | -------------------- | -------------------- | -------------------- | -------------------- | -------------------- | -------------- | ----------------------------------------------- |
| The Revenge of Popeye                                                                                       | 1997 | —                    | —                    | —                    | —                    | —                    | —                    | —                    | —                    | —                    | —                    |                | Non-album singles                               |
| Something (met Craig David)                                                                                 | 1997 | —                    | —                    | —                    | —                    | —                    | —                    | —                    | —                    | —                    | —                    |                | Non-album singles                               |
| If You Love Me                                                                                              | 1998 | —                    | —                    | —                    | —                    | —                    | —                    | —                    | —                    | —                    | —                    |                | Non-album singles                               |
| The Messenger                                                                                               | 1998 | —                    | —                    | —                    | —                    | —                    | —                    | —                    | —                    | —                    | —                    |                | Non-album singles                               |
| What Ya Gonna Do (met Craig David)                                                                          | 1998 | —                    | —                    | —                    | —                    | —                    | —                    | —                    | —                    | —                    | —                    |                | It's All About the Stragglers                   |
| Movin' Too Fast (met Romina Johnson)                                                                        | 1999 | —                    | —                    | —                    | —                    | —                    | —                    | —                    | —                    | —                    | —                    |                | It's All About the Stragglers                   |
| Re-Rewind (The Crowd Say Bo Selecta) (met Craig David)                                                      | 1999 | 2                    | 62                   | 21                   | 49                   | 15                   | —                    | 4                    | 18                   | 15                   | 88                   | - BPI: Platina | It's All About the Stragglers                   |
| Movin' Too Fast (met Romina Johnson) (herpublicatie)                                                        | 2000 | 2                    | —                    | 41                   | 63                   | 21                   | 18                   | 57                   | —                    | 9                    | —                    | - BPI: Goud    | It's All About the Stragglers                   |
| Woman Trouble (met Robbie Craig en Craig David)                                                             | 2000 | 6                    | 68                   | 60                   | 95                   | 31                   | —                    | 63                   | 43                   | 19                   | 98                   | - BPI: Zilver  | It's All About the Stragglers                   |
| Please Don't Turn Me On (met Lifford)                                                                       | 2000 | 4                    | 22                   | —                    | —                    | 42                   | —                    | —                    | —                    | 20                   | 90                   | - BPI: Zilver  | It's All About the Stragglers                   |
| Think About Me (met Michelle Escoffery)                                                                     | 2001 | 11                   | —                    | —                    | —                    | —                    | —                    | —                    | —                    | 30                   | —                    |                | It's All About the Stragglers                   |
| It Ain't Enough (vs. Dreem Teem, met MZ May en MC Alistair)                                                 | 2001 | 20                   | —                    | —                    | —                    | —                    | —                    | —                    | —                    | 72                   | —                    |                | It's All About the Stragglers                   |
| TwentyFourSeven (met Melanie Blatt)                                                                         | 2001 | 6                    | —                    | 66                   | —                    | 41                   | —                    | —                    | —                    | 16                   | —                    |                | It's All About the Stragglers                   |
| Ladies (met General Levy and Roachie)                                                                       | 2002 | —                    | —                    | —                    | —                    | —                    | —                    | —                    | —                    | —                    | —                    |                | Non-album singles                               |
| Midnight Lover (met Sherman)                                                                                | 2002 | —                    | —                    | —                    | —                    | —                    | —                    | —                    | —                    | —                    | —                    |                | Non-album singles                               |
| Ruff Neck Sound (met Richie Dan and Sevi G)                                                                 | 2003 | —                    | —                    | —                    | —                    | —                    | —                    | —                    | —                    | —                    | —                    |                | Non-album singles                               |
| Flex (met Vula)                                                                                             | 2006 | —                    | —                    | —                    | —                    | —                    | —                    | —                    | —                    | —                    | —                    |                | Non-album singles                               |
| One More Chance (met Mark Asare)                                                                            | 2009 | —                    | —                    | —                    | —                    | —                    | —                    | —                    | —                    | —                    | —                    |                | Ministry of Sound: Addicted to Bass 2009        |
| Laydeez [UKG Mix] (met Roachie en General Levy)                                                             | 2009 | —                    | —                    | —                    | —                    | —                    | —                    | —                    | —                    | —                    | —                    |                | Ministry of Sound: Addicted to Bass Winter 2009 |
| "—" geeft een opname aan die niet in de hitlijsten is opgenomen of niet is uitgebracht in dat muziekgebied. |      |                      |                      |                      |                      |                      |                      |                      |                      |                      |                      |                |                                                 |

### Albums

#### Studioalbums
2000: It's All About the Stragglers

#### DJ mix albums
- 2000: Rewind: The Sound of UK Garage
- 2000: Re-Rewind Back by Public Demand
- 2001: Rewind 2001 – Lessons from the Underground

#### Remixen
- Artful Dodger - Please Don't Turn Me On
- Barbara Tucker – Stop Playing with My Mind
- BBMak – Still on Your Side
- Brownstone – If You Love Me
- Colour Girl – Joyrider
- Craig David – Fill Me In
- Gabrielle – Dreams
- Gabrielle – Rise
- Jennifer Lopez - Play
- Lynden David Hall - Forgive Me
- Olive – You're Not Alone
- Romina Johnson – Movin' Too Fast
- Sisqo – Thong Song
- Sisqo – Incomplete
- Soulsearcher – Do It to Me Again
- Victor Romeo - Love Will Find a Way